# Giuseppe Grosso Cacopardo
Giuseppe Grosso-Cacopardo (Messina, 28 settembre 1789 – Messina, 18 dicembre 1858) è stato un avvocato, storico e letterato italiano.

## Biografia
Nasce a Messina nel 1789, è figlio di Francesco Grosso, chirurgo, e di Francesca Cacopardo; onde evitare omonimie, assume i cognomi di entrambi i genitori.
Inizia i propri studi umanistici presso la Reale Accademia Carolina di Messina, sotto la guida di insigni letterati locali, quali A. Gallo, G. Franzoni, A. Corrao. Successivamente si iscrive in Giurisprudenza presso l'Università di Catania, ove consegue la laurea nel 1809. Divenuto procuratore legale e, successivamente avvocato, assume il patrocinio del comune di Messina. Nel 1812 si sposa con Eleonora Prinzivalli, dal matrimonio nascono quattro figli.
Da semplice autodidatta si cimenta con passione nella storia patria e nel 1821 pubblica la sua opera più conosciuta: Memorie de' pittori messinesi e degli esteri che in Messina fiorirono dal secolo XII sino al secolo XIX, ornate di ritratti. Segue, nel 1826, la pubblicazione del libro Guida per la città di Messina, dedicato alla sua città natale ed ai suoi monumenti.
Possiede una vastissima collezione di fossili e di monete antiche.
Nel 1835 è nominato "ispettore alle spese" della Società economica della Valle di Messina, istituzione costituita su iniziativa di Ferdinando II delle Due Sicilie nel 1831 in ogni capoluogo di provincia per favorire il progresso delle arti, dell'agricoltura e delle industrie; nel 1851 Grosso Cacopardo diventa presidente di detta istituzione. In questi anni, è altresì eletto deputato del Museo Civico di Messina.
Nel 1854, l'epidemia di colera che colpisce Messina cagiona la morte di sua moglie.
Grosso Cacopardo muore a Messina nel 1858 e viene sepolto nell'oratorio dei forensi presso la chiesa di Maria Ss. Annunziata dei Teatini.

## Opere
- Memorie de' pittori messinesi e degli esteri che in Messina fiorirono dal secolo XII sino al secolo XIX, 1821.
- Guida per la città di Messina, 1826.